# Marmota arizonae
Marmota arizonae — викопний вид бабаків. Його типове місце розташування — Аніта, яке знаходиться в земному горизонті Бланкан/Ірвінгтон в Аризоні. Віковий діапазон: від 4,9 до 0,3 млн років.